# Polina Shuvalova
Polina Sergeevna Shuvalova (nascida em 12 de março de 2001) é uma enxadrista russa que detém os títulos FIDE de Mestre Internacional (MI) Grande Mestre Feminina (WGM).
Ela é a campeã mundial feminina sub-20 de 2019, bem como a campeã mundial feminina sub-18 em 2018  e 2019.  Em 2023, Shuvalova ganhou uma das três normas de título exigidas para se tornar uma Grande Mestre.

## Carreira
Na década de 2000, Shuvalova representou repetidamente a Rússia no Campeonato Europeu Juvenil de Xadrez e no Campeonato Mundial Juvenil de Xadrez em diferentes faixas etárias, onde ganhou quatro medalhas: duas de ouro (em 2013, no Campeonato Europeu Juvenil de Xadrez no grupo feminino sub-12 e em 2018, no Campeonato Mundial Juvenil de Xadrez no grupo sub-18 feminino), prata (em 2017, no Campeonato Mundial Juvenil de Xadrez no grupo sub-16 feminino) e bronze (em 2016, no Campeonato Mundial Juvenil de Xadrez no grupo feminino sub-16)
Em abril de 2016, ela venceu o Campeonato Feminino de Xadrez de Moscou.  Em dezembro de 2017, em São Petersburgo, Shuvalova fez sua estreia na Superfinal do Campeonato Russo de Xadrez Feminino, na qual dividiu o 7º ao 9º lugar.
Em outubro de 2019, Shuvalova venceu o Campeonato Mundial Feminino Sub 18 de 2019 em Mumbai, Índia, com uma pontuação de 8,5/11. Pouco depois, ela venceu o Campeonato Mundial Feminino Júnior em Nova Delhi, Índia, com uma pontuação de 9,5/11.
Em dezembro, Shuvalova empatou em primeiro lugar na Superfinal Feminina Russa em Moscou com Aleksandra Goryachkina. Eles jogaram um desempate rápido que Shuvalova perdeu e ela se tornou a vice-campeã russa de xadrez feminino. Graças a esse desempenho fez sua primeira norma de Grande Mestre.
Em outubro de 2023, Shuvalova venceu o Campeonato I'M Not A GM Speed Chess do Chess.com, após derrotar Levy Rozman, tornando-se a primeira mulher a vencer o evento.